# Cephalops shanghaiensis
Cephalops shanghaiensis är en tvåvingeart som först beskrevs av Ouchi 1943.  Cephalops shanghaiensis ingår i släktet Cephalops och familjen ögonflugor. Inga underarter finns listade i Catalogue of Life.